# Большая Дора
Большая Дора — деревня в Череповецком районе Вологодской области.
Входит в состав Судского сельского поселения, с точки зрения административно-территориального деления — в Судский сельсовет.
Расстояние по автодороге до районного центра Череповца — 50 км, до центра муниципального образования Суды — 11 км. Ближайшие населённые пункты — Рощино, Малая Дора, Неверов Бор.
По переписи 2002 года население — 55 человек (22 мужчины, 33 женщины). Всё население — русские.
Улицы — Михалица, Береговая, Ильинка, Задворская, Верхняя, Нижняя.
До деревни ходит пригородный автобусный маршрут №111 «Автовокзал Череповец — Большая Дора».